# قائمة وزارات الجزائر
في الجزائر، الوزارة هي هيئة عمومية تابعة للدولة، مكلفة بتنفيذ سياسة الحكومة في موضوع محدد (التعليم، الدفاع، الزراعة...). الوزير، وهو عضو في الحكومة ويعينه رئيس الجمهورية، يدير الوزارة ؛ يساعده مجلس الوزراء وله سلطة على إدارات الدولة في قطاعه.

## الوزارات الحالية
| الوزارة                                                  | الوزير                         | الموقع الإلكتروني الرسمي |
| -------------------------------------------------------- | ------------------------------ | ------------------------ |
| وزارة الدفاع الوطني                                      | عبد المجيد تبون (رئيس الجزائر) | الموقع الرسمي            |
| مصالح الوزير الأول                                       | نذير العرباوي                  | الموقع الرسمي            |
| وزارة الشؤون الخارجية والجالية الوطنية بالخارج           | أحمد عطاف                      | الموقع الرسمي            |
| وزارة الداخلية والجماعات المحلية والتهيئة العمرانية      | إبراهيم مرّاد                   | الموقع الرسمي            |
| وزارة العدل                                              | عبد الرشيد طبي (حافظ الأختام)  | الموقع الرسمي            |
| وزارة المالية                                            | لعزيز فايد                     | الموقع الرسمي            |
| وزارة الطاقة والمناجم                                    | محمد عرقاب                     | الموقع الرسمي            |
| وزارة المجاهدين وذوي الحقوق                              | العيد ربيقة                    | الموقع الرسمي            |
| وزارة الشؤون الدينية والأوقاف                            | يوسف بلمهدي                    | الموقع الرسمي            |
| وزارة التربية الوطنية                                    | عبد الحكيم بلعابد              | الموقع الرسمي            |
| وزارة التعليم العالي والبحث العلمي                       | كمال بداري                     | الموقع الرسمي            |
| وزارة التكوين والتعليم المهنيين                          | ياسين مرابي                    | الموقع الرسمي            |
| وزارة الثقافة والفنون                                    | صورية مولوجي                   | الموقع الرسمي            |
| وزارة الشباب والرياضة                                    | عبد الرحمن حماد                | الموقع الرسمي            |
| وزارة البريد والمواصلات السلكية واللاسلكية               | كريم بيبي تريكي                | الموقع الرسمي            |
| وزارة التضامن الوطني والأسرة وقضايا المرأة               | كوثر كريكو                     | الموقع الرسمي            |
| وزارة الصناعة والإنتاج الصيدلاني                         | علي عون                        | الموقع الرسمي            |
| وزارة الفلاحة والتنمية الريفية                           | يوسف شرفة                      | الموقع الرسمي            |
| وزارة السكن والعمران والمدينة                            | محمد طارق بلعريبي              | الموقع الرسمي            |
| وزارة التجارة وترقية الصادرات                            | الطيب زيتوني                   | الموقع الرسمي            |
| وزارة الاتصال                                            | محمد لعقاب                     | الموقع الرسمي            |
| وزارة الأشغال العمومية والمنشآت القاعدية                 | لخضر رخروخ                     | الموقع الرسمي            |
| وزارة الري                                               | طه دربال                       | الموقع الرسمي            |
| وزارة النقل                                              | محمد الحبيب زهانة              | الموقع الرسمي            |
| وزارة السياحة والصناعات التقليدية                        | مختار ديدوش                    | الموقع الرسمي            |
| وزارة الصحة                                              | عبد الحق سايحي                 | الموقع الرسمي            |
| وزارة العمل والتشغيل والضمان الاجتماعي                   | فيصل بن طالب                   | الموقع الرسمي            |
| وزارة العلاقات مع البرلمان                               | بسمة عزوار                     | الموقع الرسمي            |
| وزارة البيئة وجودة الحياة                                | فازية دحلب                     | الموقع الرسمي            |
| وزارة الصيد البحري والمنتجات الصيدية                     | أحمد بداني                     | الموقع الرسمي            |
| وزارة اقتصاد المعرفة والمؤسسات الناشئة والمؤسسات المصغرة | ياسين المهدي وليد              | —                        |
| الأمانة العامة للحكومة                                   | يحيى بوخاري                    | الموقع الرسمي            |
| وزارة الرقمنة والإحصائيات                                | مريم بن مولود                  | الموقع الرسمي            |

## الوزارات السابقة
| اسم الوزارة                                                  | الفترة                               | الحكومة                    |
| ------------------------------------------------------------ | ------------------------------------ | -------------------------- |
| وزير الاقتصاد الوطني                                         | 4 سبتمبر 1963 إلى غاية 13 مارس 2014  | بن بلة 1 بن بلة 2 بن بلة 3 |
| وزير التنمية الصناعية وترقية الاستثمار                       | 11 سبتمبر 2013 إلى غاية 13 مارس 2014 | حكومة سلال الثانية         |
| وزير لدى الوزير الأول مكلف بإصلاح الخدمة العمومية            | 11 سبتمبر 2013 إلى غاية 13 مارس 2014 | حكومة سلال الثانية         |
| وزير الشؤون المغاربية والاتحاد الأفريقي وجامعة الدول العربية | 14 مايو 2015 إلى غاية 11 يونيو 2016  | حكومة سلال الرابعة         |
| وزير الشؤون المغاربية والأفريقية والتعاون الدولي             | 11 يونيو 2016 إلى غاية 24 ماي 2017   | حكومة سلال الخامسة         |

## وصلات خارجية
- موقع الوزارة الأولى